# 29e armée (Japon)
Pour l’article homonyme, voir 29e armée (Union soviétique et Russie).
La 29e armée (第29軍, Dai-ni-jū-kyū gun) est une unité de l'armée impériale japonaise basée en Malaisie durant la Seconde Guerre mondiale.

## Histoire
La 29e armée est créée le 6 janvier 1944 à Taiping en Malaisie en tant que force de garnison dans l'attente d'une éventuelle offensive des Alliés pour reprendre la péninsule malaise. Le quartier-général de l'armée est installé dans l'actuel l'hôtel de Pékin, proche de celui de la police militaire kenpeitai,.
D'abord placée sous le contrôle du groupe d'armées expéditionnaire japonais du Sud, la 29e armée est transférée dans la 7e armée régionale le 27 mars 1944. En raison de la détérioration de la situation militaire du Japon dans la guerre du Pacifique, l'armée impériale japonaise est incapable d'envoyer des renforts et du réapprovisionnement aux unités basées au sud des Philippines. Après la reddition du Japon, la 29e armée se rend officiellement au général britannique Ouvry Lindfield Roberts du 34e corps indien à l'institution Victoria (en) de Kuala Lumpur le 13 septembre 1945. Ni la 29e armée ni le 34e corps indien ne combattent. La 29e armée est ensuite dissoute.

## Commandement
|                   | Nom                                    | De               | À                 |
| ----------------- | -------------------------------------- | ---------------- | ----------------- |
| Commandant        | Lieutenant-général Teizo Ishiguro (en) | 7 janvier 1944   | Septembre 1945    |
| Chef d'État-major | Major-général Masukura Fujimura        | 7 janvier 1944   | 1er février 1945  |
| Chef d'État-major | Major-général Naoichi Kawara           | 1er février 1945 | 14 septembre 1945 |